# Televízió

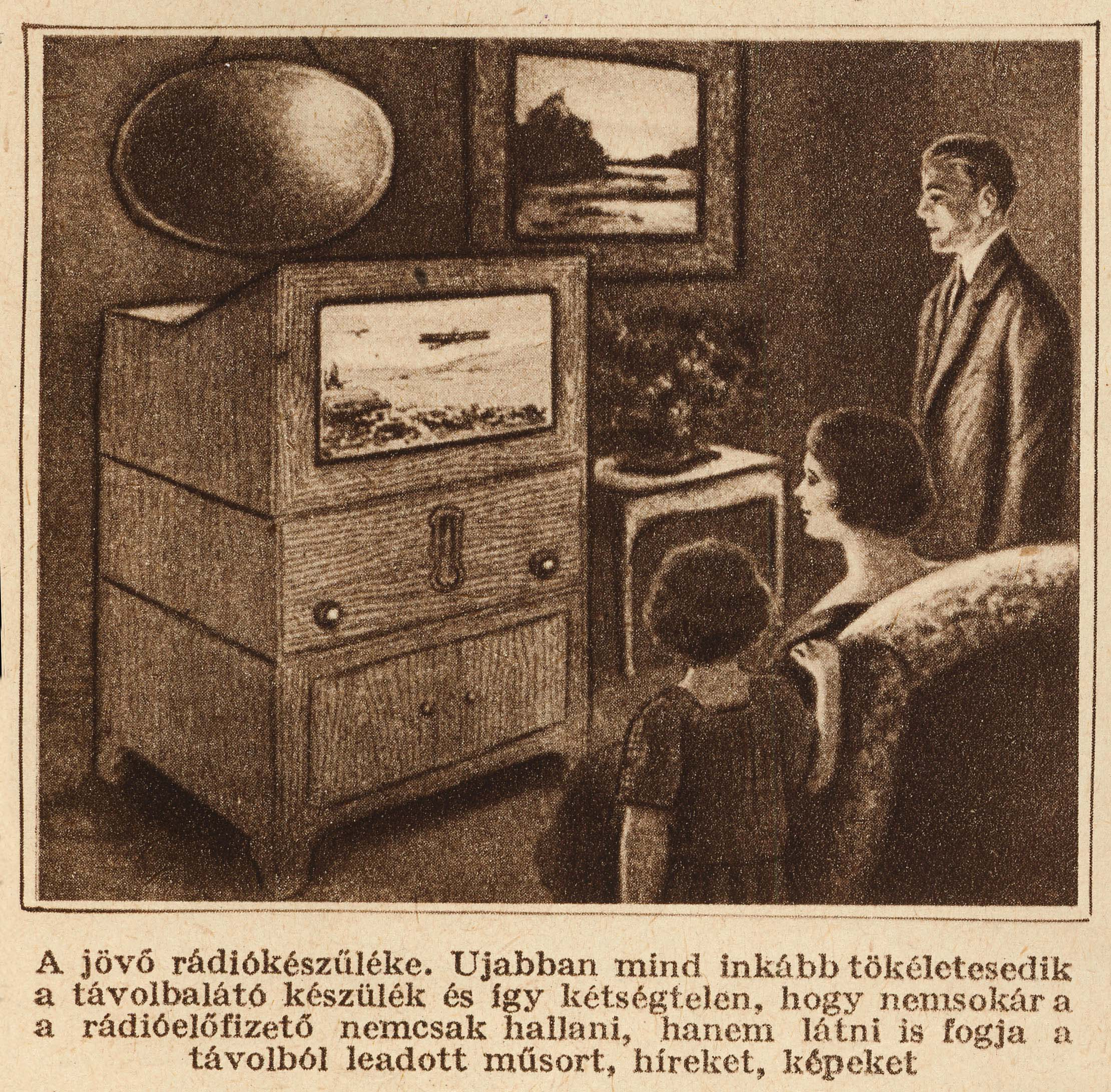
Az első televíziók egyikéről adott tudósítás a Tolnai Világlapja oldalán, 1928-ban

A televízió, röviden tévé vagy betűszóval tv, képek és hangok távoli helyen való együttes vételére szolgáló készülék.

## Története
Ugyan Paul Nipkow Németországban már 1884-ben feltalálta a képfelbontás elvét a róla elnevezett pásztázótárcsával, azonban az első, nagy távolságra vezetéken továbbított televíziós adásra csak 1926-ban került sor London–Glasgow között John Logie Baird skót feltaláló jóvoltából.

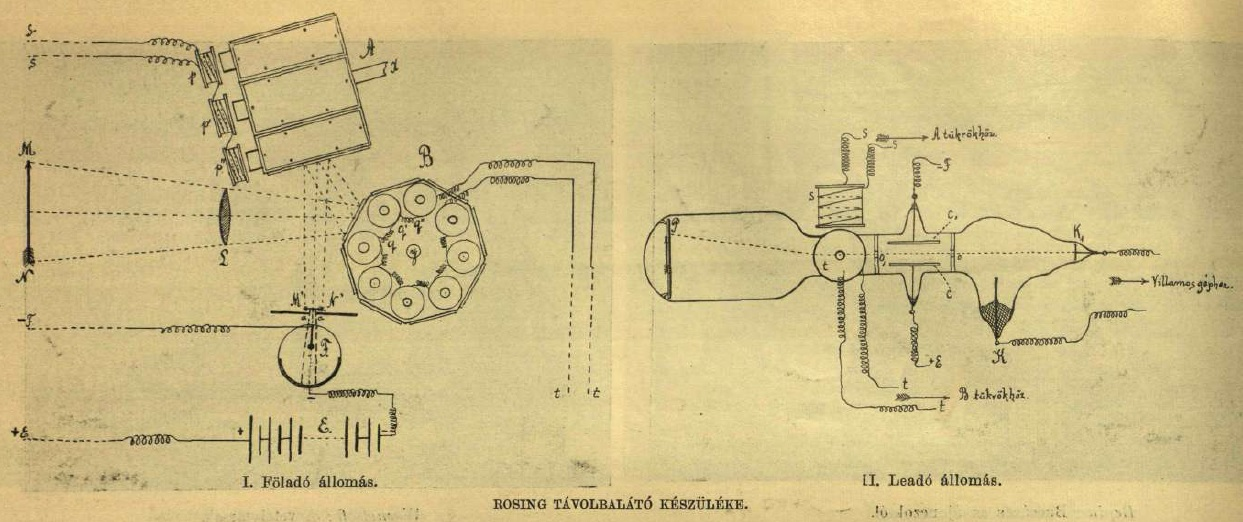
Boris Rosing távolbalátó készülékének rajza, a Vasárnapi Ujság illusztrációja, 1911

A katódsugárcső működési elve. A televíziók lelkét adó eszköz főbb komponensei a katódsugárzócsöves technológia 2000 utáni háttérbe szorulásáig változatlanok maradtak.

A katódsugárcsövet Karl Ferdinand Braun fejlesztette ki 1897-ben.
Tihanyi Kálmán nevéhez fűződik a teljesen elektronikus, töltéstároló típusú televíziós rendszer feltalálása. 1924-ben jött rá a megoldásra, 1926-ban kelt magyar szabadalmi bejelentése, ezt követően kereste meg őt 1928-ban a Radio Corporation of America. Németországban Fernsehsender Paul Nipkow néven indult meg először a rendszeres adás, 1935-ben.
Másik úton indult el Mihály Dénes (1894–1953), 1933-ban E. H. Traub fizikussal együttműködve már egy olyan televíziós készüléket mutathatott be, amelyet maga még tovább tökéletesített (TELEHOR). Ez volt az a képet 240 sorra felbontó, Mihály–Traub-féle forgótükrös vevőkészülék, amelynek képét akár 2,5×3 méteres felületre is ki lehetett vetíteni. 1936 őszén az első zárt láncú televíziós közvetítésre a Gellért Szállóban került sor, ahol mintegy 30 méteres távolságra közvetítettek televíziós képet.
1929-ben már Anglia is elkezdte a kísérleti műsorszolgáltatást a BBC fennhatósága alatt, 1936-ig John Logie Baird készülékével, majd az EMI–Marconi Company által kifejlesztett elektronikus képátviteli rendszerrel. Az Amerikai Egyesült Államokban az NBC 1939-ben sugározta első televíziós adását.
1929-ben a Bell laboratórium már bemutatta a színes televíziót, és 1940. január 12-én az első tévélánc is megkezdte a működését.
Peter C. Goldmark (1906–1977), a budapesti születésű mérnök, fizikus 1936. január 1-jétől 1971-ig (nyugdíjba vonulásáig) a CBS alkalmazottja volt (hosszabb ideig annak igazgatója is). Ő dolgozta ki az első használható színes televízió-szabványt a CBS-nél 1940-ben.
A 20. század végére a televízió a legnagyobb hatású tömegmédiummá vált világszerte, ám a 2000-es évek első évtizedétől az internet szolgáltatások széles körű elterjedésével jelentősen csökkent globálisan az átlagos nézettségi aránya.

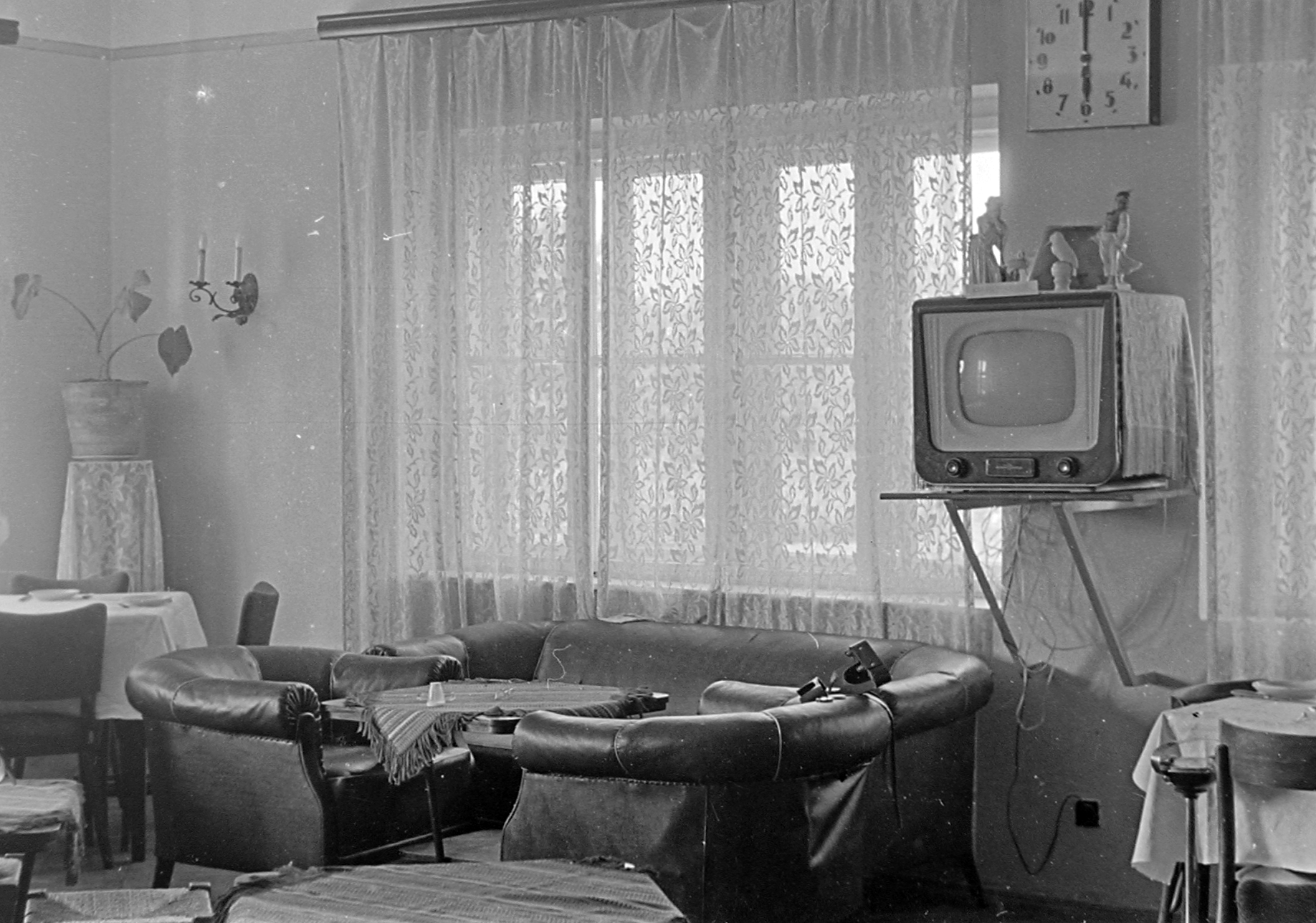
Orion AT501 az első sorozatban gyártott magyar televíziókészülék (1959)

### Magyarországon
Magyarországon az 1950-es évektől létezik televízió. A televíziós adások megindulása hazánkban évtizedeket késett, számos országban már az 1930-as években működött televíziós műsorközvetítés.

### 21. századi fejlesztések

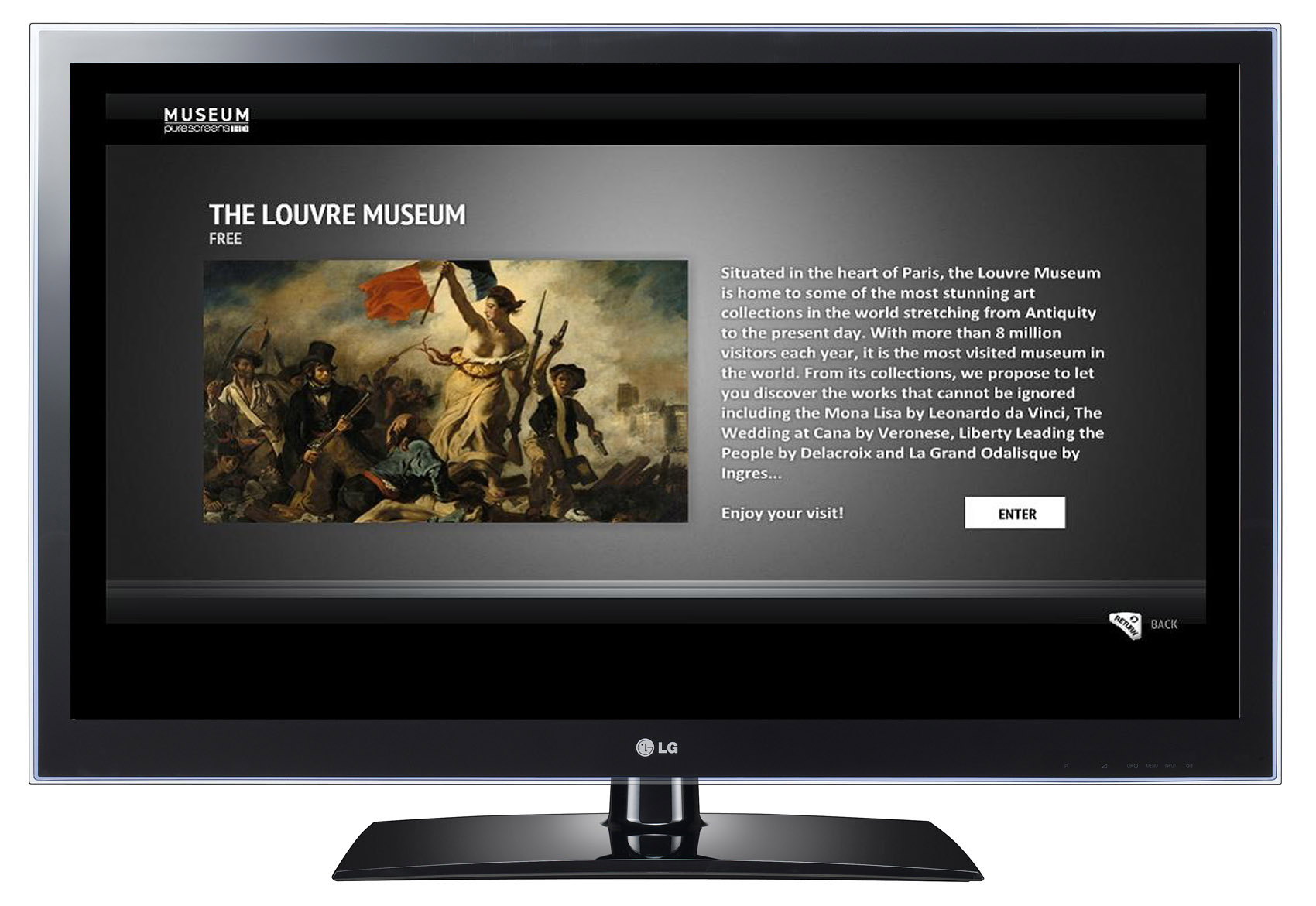
Smart TV

Napjainkban már a háromdimenziós képalkotásra képes televízióval folynak előrehaladott kísérletek világszerte. A 2010-es években kezdtek elterjedni az okostévék (Smart TV), amelyek a telefonokhoz hasonlóan saját operációs rendszerrel rendelkeznek, és képesek internetes tartalmak megjelenítésére is a készülékbe integrált számítógépes technológia révén. Magyarországon elsőként a Samsung okostévéi voltak elérhetők.

## Technikai jellemzők
A televíziózás elve hasonló a rádióhoz. A kamera az általa felvett képi és hangjeleket elektromos jelekké alakítja. Ezeket az elektromos jeleket vagy rögtön, vagy rögzítés és utólagos műsorrá alakítás után továbbítják a televízió-vevőkészülék felé. A távolsági jeltovábbítás általában elektromágneses sugárzással történik, de történhet kábelen keresztül is. A vevőkészülék azután visszaalakítja képpé és hanggá az elektromos jeleket. 
Az átvitel jellemzője a készülék képfelbontása. Az európai szabvány 50 Hz-es képfrekvenciával 625 soros képet alkot (melyből 576 látható), az amerikai 60 Hz-es képfrekvenciával 525 soros képet alkot (melyből 480 látható). Mindkét rendszernél először csak a páros, majd a páratlan számú sorokat viszik át, így az átvihető képek száma másodpercenként 25, illetve 30. A hiányzó sorok abból adódnak, hogy a kép átvitele mindig a bal felső sarokból balról jobbra kezdődik, és erre a 45-50 sornyi időre van szükség ahhoz, hogy a jobb alsó sarokból a bal felsőbe visszaállítsák a képcső elektronsugarát az eltérítő áramkörök.
Érdekesség, hogy a színes átvételi rendszerek a sávszélesség szűkössége és a régebbi fekete-fehér készülékekkel való kompatibilitás megtartása miatti tervezési kötöttségek okán nem tudnak teljes képfelbontásnak megfelelő színinformációt átvinni, azonban mivel az emberi szem színmegkülönböztető képessége is jóval gyengébb az árnyalat-megkülönböztető képességénél, ez a nézők számára nem észrevehető.

### A tv-készülék kijelzője
- Katódsugárcsöves (CRT)
- Projektoros
- Folyadékkristályos (LCD)
- Plazma (PDP)
- LED-háttérvilágítású (LED)
- OLED

### Televíziós rendszerek (képnormák)
- Analóg képnormák
  - PAL
  - SECAM
  - NTSC
- Digitális képnormák
  - HDTV

Az analóg képnormák kevésbé éles képeket hoznak létre, mint a digitálisak. Ráadásul mivel régiek, ezért akkoriban kisebb képfelbontással is megelégedtek a szabványuk meghatározásakor.

### Terjesztés és jelátvitel
A műsorok terjesztési módja szerint a televíziózás lehet:
- földi sugárzású (hagyományos), analóg vagy digitális jelátvitelű[3]
- műholdas sugárzású, analóg vagy digitális jelátvitelű
- kábeles, zárt láncú terjesztésű (kábeltelevízió), analóg vagy digitális jelátvitelű
- interneten keresztüli (IPTV), csak digitális jelátvitelű.

Az analóg rendszerrel szemben a digitális jelátvitel esetén átviteli torzítások nem lépnek fel. A megfelelően tömörített digitális jelek átviteléhez az analógnál kevesebb sávszélességre van szükség, így adott frekvenciatartományban több műsor fér el, de megjegyzendő, hogy ez a tömörítés veszteséges, vagyis a vevőkészülék képernyőjén nem pontosan az a kép fog megjelenni, amit a kamera felvesz, legfeljebb a néző nem tud majd különbséget tenni a kettő között az emberi szem tökéletlensége folytán.